# Casa torre de Aranzibia
La Casa torre de Aranzibia o Arancibia, en euskera Arantzibia dorretxea, Arantzubi o Antzubixe es una torre rural bajomedieval situada en el barrio de Magdalena de la localidad vizcaína de Berriatúa en el  País Vasco en España. Es la casa solar del linaje de los Arancibia y está considerada como una de las mejores torres banderizas de Vizcaya.
La construcción, cuyas primera noticias datan de 1360, se sitúa en un peñón rocoso en la orilla izquierda del río Artibai  en un meandro del mismo. Un lugar estratégico donde se podía controlar todo el comercio que se realizaba a través del puerto de Ondárroa. El linaje de los Arancibia participó activamente en la guerra de bandos por parte de los Oñacinos que destruyeron la torre en 1443 volviéndose a levantar al rededor del año 1500. En el siglo XVII los Arancibia se convertirían en condes de Peñaflorida.

## Descripción
La torre de Aranzibia se levanta en un pequeño peñón rocoso  en la orilla izquierda de un meandro del Artibai ya convertido en ría y en el inicio de las marismas que la acompañan hasta su desembocadura en Ondárroa. En este punto era por donde se podía cruzar el río de forma cómoda y el lugar recibe el nombre de "Arantzibia" derivado de "arantze-ibia",arantze=espino e ibia= el vado, es decir "vado del espino. El lugar controla no solo el paso sino el tránsito por el mismo centrado en el comercio realizado desde el puerto de Ondárroa y por ende, parte importante del comercio con la meseta castellana.
El edificio es un cubo de piedra caliza realizado en sillarejo irregular con los vértices y vanos en sillería de unos 14 metros de lado y una altura de 15 que está ocupado en cinco plantas. El acceso principal es un arco ligeramente apuntado, sobre el que se ubica el escudo barroco de los  Abaroa-Uribe añadido en el siglo XVII, es lateral por la fachada sur y está elevado sobre la base en unos 7 metros al se accede a través de una escalera de piedra o patín que culmina en un rellano más ancho que vuela sobre  unos mensulones dobles.
El bajo, originalmente ocupado por la cuadra y al cual se le realizó una planta intermedia, tiene una puerta en arco del que se pueden apreciar aún algunas dovelas. En las fachadas se pueden ver algunas aspilleras, ajunas de ellas convertidas en ventanas. En la planta principal se abren ventanas realizadas en los siglo XIX y XX y algunas aspilleras cerradas.
En la segunda planta, la que se configuró como residencial, está la sala principal que se abre al exterior por unas ventanas apuntadas unas, las que iluminaban la escalera, son sencillas mientras que otras, geminadas con parteluz facetado decorado con cabezas de clavo típica ornamentación de inicios del siglo XVI. Las vigas del interior están decoradas con tallas de ovas.
En la fachada de esta planta se pueden ver una hilera de canecillos utilizados para sustentar los jabalcones de la cubierta original que fue relanzada por una nueva planta en el siglo XVII. Bajo el tejado se ubica un gran camarote almacén, destinado a  guardar la cosecha.
Estructuralmente el edificio está constituido por las gruesas paredes laterales y 16 pies sobre los que se apoyan las vigas que soportan los solivos y los suelos de tabla. Es de destacar que la estructura interior no está apoyada en los muros. La cubierta es a cuatro aguas.

## Historia

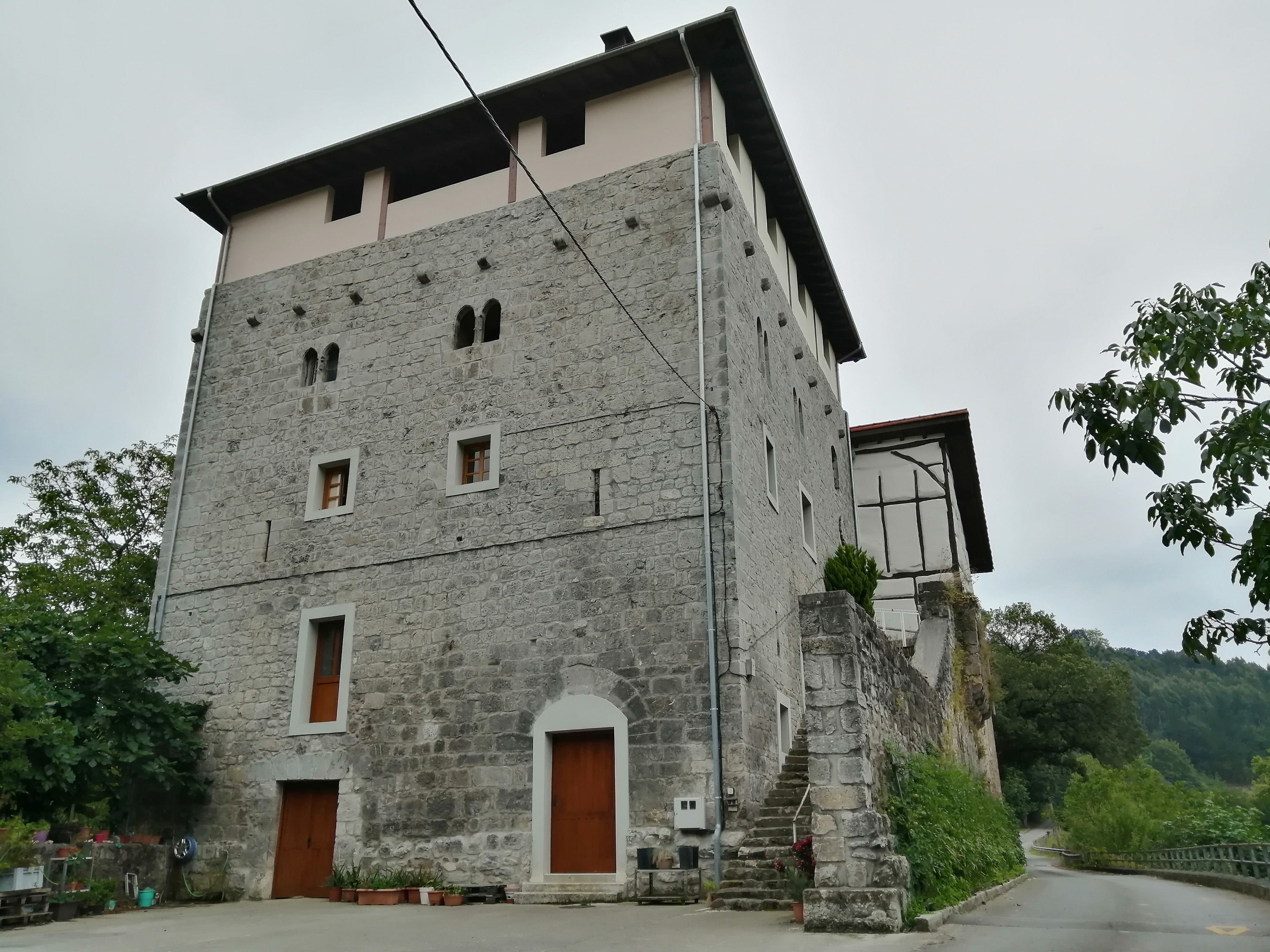
Casa torre de Arancibia

En 1360, algunas otras fuentes señalan sobre 1370,  Pedro Ortiz de Arancibia, quien era hijo bastardo de Fortún García de Arteaga apodado el viejo, levantó la primera construcción de casa torre lo que quedó recogido de la siguiente forma 

fiso la torre de Arançiuja e ayunto muchos parientes e fiso solar

 quedando constituido el linaje de los Arancibia que fue ganando en influencia y riqueza llegando a tener cargos públicos y a ser patronos de San Pedro de Berriatua y prebostes de Ondárroa.
En 1417 hubo una lucha entre las familias Arancibia y Yarza, donde murieron diez del lado de los Yarza, y seis del lado de los Arancibia.  
En el contexto de la guerra de bandos, los Arancibia se encuadraron dentro del bando de los Oñacinos, enemigos de los Gamboínos. En 1443  Martín Ruiz de Gamboa
atacó la torre, que estaba defendida por 800 hombres, con un ejército de 2000 soldados incendiándola y destruyéndola totalmente ando muerte al pariente mayor de los Arancibia. Sobre el año 1500 se volvió a levantar la  torre que se mantiene, con reformas, hasta la actualidad.
En el siglo XVII los Arancibia heredan el título de condes de Peñaflorida y realizan reformas en la fortaleza. Le añaden un piso, se modifica el patín de acceso  haciéndolo menos pendiente y más cómodo y se añade un nuevo edificio  en la cara sureste. En el siglo XIX el edificio pasa a manos de los Gortázar-Munive. Entre otras  propiedades también tenían el  molino en la actual finca de Arantzibia Laka.
En el año 2014 se realizó la restauración integral del edificio. Los trabajos fueron realizados por la empresa de arquitectura Plazabarri y consistieron en el cambio de todo el tejado realizando una nueva estructura de la cubierta cubierta así como la restauración de los entablados de los diferentes pisos. Se retiró el añadido en la fachada este y otras tejavanas que impedía ver el desarrollo vertical del edificio y se recuperó el arranque del patín de acceso a la planta principal y los accesos a la planta baja. Se solventaron grietas y patologías propias de los muros y vanos por el paso del tiempo.